# Finlands förhistoria
Finlands förhistoria är förhistorien som utspelade sig i området för nuvarande Finland. Finlands förhistoria inleds när de första människorna anlände, öster- och söderifrån. Det är dock osäkert om detta skedde redan under någon interglacial, eller först efter istiden. Det som med säkerhet är bekräftat är spåren av människor i landet efter istiden.

## Stenåldern(120 000 f.Kr. – 130 000 f.Kr., 8 500 f.Kr. – 1 300 f.Kr.)

### Paleolitikum(120 000 f.Kr. – 10 000 f.Kr.)
Varggrottan (finska: Susiluola) i Kristinestad, nära gränsen till Bötom i Österbotten i Finland, är den enda grottan i Norden där man påträffat spår som rimligen kan vara efter neandertalmänniskan och sålunda den äldsta kända mänskliga boplatsen i Norden. Undersökningar utvisar att man med största sannolikhet har vistats och arbetat i grottan under paleolitisk tid för cirka 120 000 år sedan, före den senaste istiden. De arkeologiska utgrävningarna har pågått i ett tiotal år.
Det har även ifrågasatts om fynden faktiskt är spår efter neandertalmänniskor. Inga ytterligare utgrävningar har gjorts på ett antal år.

### Mesolitikum(8500 f.Kr. – 5000 f.Kr.)

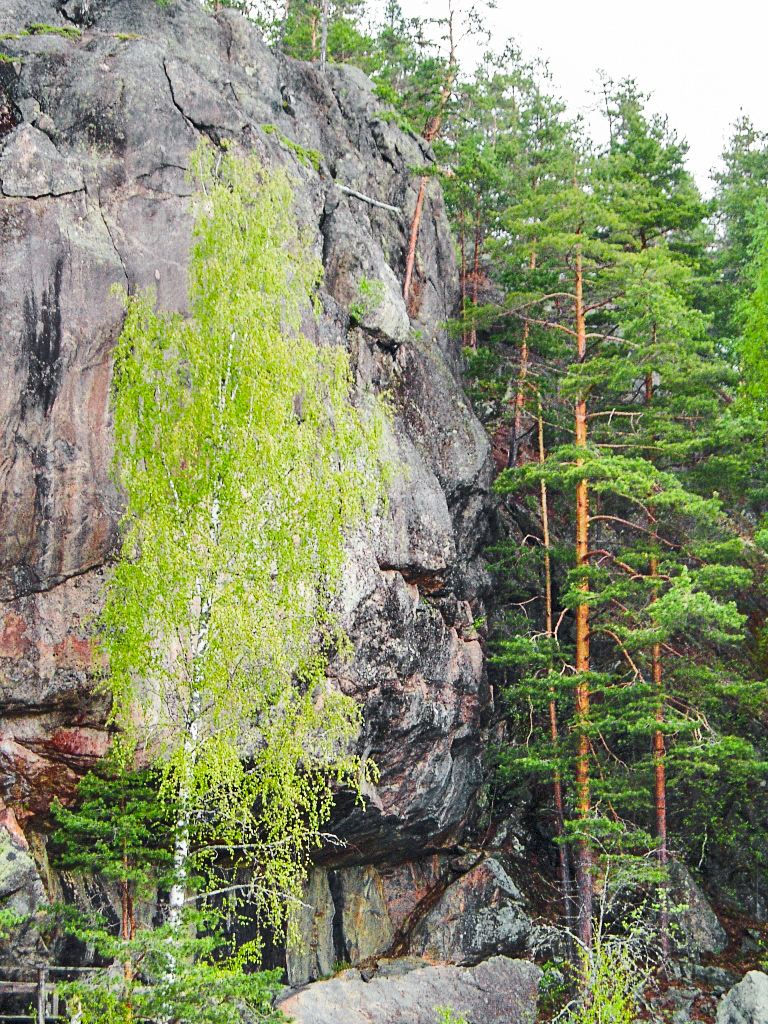
Finlands största och mest kända hällmålningar finns på den här klippan vid Saimen, i Astuvansalmi i Kristina kommun. De upptäcktes 1968 och antas vara från ungefär 2 000 f. Kr.

Efter den senaste istiden befolkas Finland av fångstgrupper från söder och sydöst, ungefär 8 500 f. Kr.. Fynd från södra Finland uppvisar stora likheter med den s.k. Kundakulturen i Estland. Den kulturella tradition som tar form i Finland benämns Suomusjärvikulturen. Kvarts utgjorde det viktigaste råmaterialet inom stenteknologin. Den mesolitiska eran i Finland avslutas ca 5 000 f.Kr.

### Neolitikum(5000 f.Kr. – 1500 f.Kr.)
Övergången till neolitikum kring år 5 000 f. Kr. innebär till en början en teknologisk förändring som exempelvis inbegriper uppkomsten av keramikframställning. På sikt förändras även bosättningsmönster och ekonomin. Framför allt uppstår stora basboplatser i gynnsamma lägen såsom älvmynningar. Agrara näringar etablerades senast under senneolitikum i landets södra del.
Neolitikum indelas främst beroende på olika keramiska stiltraditioner i olika perioder och kulturer. Den viktigaste gruppen under tidigneolitikum (5 000-3 200 f.Kr.) är den kamkeramiska kulturen. Under mellanneolitikum (3 200-2 400 f.Kr.) domineras södra och västra Finland av snörkeramisk kultur (även känd som stridsyxekultur). Den viktigaste gruppen i landets kusttrakter under sennolitikum (2 400 f.Kr.-1 500 f.Kr.) är Kiukaiskulturen. Inlandet omfattas däremot av olika asbestkeramiska kulturer under mellan och senneolitkium, de viktigaste är Kierikki- och Pöljägrupperna. Den neolitiska eran i Finland avslutas ca 1 500 f.Kr.

### Kommunikationer under stenåldern
Färdvägarna gick under vintern längs frusna sjöar och älvar, och under sommaren via vattenleder. I Finland finns ungefär 800 ekstocksfynd, vilket antyder att farkoster kan ha tillverkats av ek, men troligen också av tall. På många håll har man påträffat slädmedar ur myrar.

## Bronsåldern(1500 f.Kr. – 500 f.Kr.)
Bronsåldern i Finland är uppdelad i en västligt orienterad kustbosättning och den östligt orienterade bosättningen i inlandet och landets norra delar. Västra Finland räknas till den nordiska bronsålderskulturen. medan övriga delar av landet räknas till den så kallade arktiska bronsålderskulturen. 
I västra och södra Finland går de viktigaste kontakterna över havet till Syd- och mellersta Skandinavien och bronsteknologin införs på denna väg till Finlands kustområden. Övriga förändringar synes omfatta religiösa föreställningar, ekonomi och byggnadsskick. Kustlandet uppvisar en fast agrar bosättning med bondgårdar. Troligen har bebyggelsen bestått av ensamgårdar och små gårdsgrupper. Byggnaderna är stolpbyggda långhus med lerklinade flätverksväggar. Gravskicket monumentaliseras och synliggörs genom stora kuströsen vilket kan ha stärkt förfaderskultens roll i samhället. Lite senare övergår man till brandgravskick, vilket innebär en stor förändring i gravritualerna.
De fyndrikaste bronsåldersbygderna i västra Finlands återfinns vid Kumo älvs forntida mynningsområde i Satakunta. I området finns landets största rösen och bronsfynden är fler än någon annanstans i Finland. Området har troligen varit en centralbygd under yngre bronsålder.   
Bronsåldern i Finland är inte lika rik på metallfynd som den sydskandinaviska. Särskilt tydlig är avsaknaden av stora metalldepå- och offerplatser som är vanliga i södra Skandinavien. Man har i Finland bara hittat omkring 150 föremål av brons, vilka till största delen är vapen och arbetsredskap, från yngre bronsålder förekommer också smycken och toalettartiklar. Sten var fortfarande viktigt som råmaterial, då man var tvungen att importera den dyra bronsen. De rombiska stenyxorna som framställs efter sydskandinaviska förebilder har dock i huvudsak haft en symbolisk och rituell betydelse. I Finland saknas ännu fynd av hällristningar som är kännetecknande för de sydskandinaviska bronsåldersbygderna.  
I inlandet och i landets norra delar dominerar däremot fångstekonomin fortfarande, även om pollenanalyser påvisar att man hade börjat försöka med jordbruk i Insjö-Finland. I dessa områden spelar kontakterna via land österut en större roll och bronsteknologin har sina förebilder i nuvarande Ryssland. En ny keramikstil i det finska inlandet är den så kallade textilkeramiken. I landets nordligaste del dominerar asbestkeramiken fortfarande.

## Järnåldern(500 f.Kr. – 1150 e.Kr.)

### Tidig järnålder (500 f.Kr. – 400 e.Kr.)
Under århundradena före Kristi födelse förstärks agrarekonomin i landets södra och sydvästra kustområden. Kontakterna går till stor del till Baltikum. Järnteknologin når sannolikt Finland från olika håll, från syd, väst och öst. Hypotesen är att järnhanteringen introducerades i Finland västerifrån, från Skandinavien och söderifrån från Baltikum. Detta skedde sannolikt under 400-talet f.kr., men kan möjligen ha skett redan på 500-talet.

#### Förromersk järnålder (500 f.Kr. – 1 f.Kr.)
Äldre järnåldersforskningen i Finland byggde på studier av gravarna och deras föremål därför uppfattades bristen på fyndmaterial visa att landet legat öde under den förromerska järnåldern. Hypotesen om en fyndtom förromersk järnålder kom från Alfred Hackmans doktorsavhandling Die ältere Eisenzeit in Finnland (1905). Hackmans teser var ofta gällande in på 1960-talet. Före detta var den förromerska järnåldern praktiskt okänd i Finlands historieskrivning. Teorin var att eftersom järnålderns klimat var kallare än tidigare epokers, skulle detta ha lett till avbefolkning. Bara ett mindre antal bosättningar från denna tid är kända. Under 1990-talet och efterföljande årtionde har utgrävningar företagits bland annat i Morby och Bergdal i Esbo, Jönsas i Vanda och i Karis.
Kulturen tros inte ha förändrats i större utsträckning från bronsåldern. Gravsättet med kummelgravar fanns också kvar men dessa ligger på lägre platser, inte sällan i närheten av boplatser och innehåller lite information om levnadsvanorna. I Finlands norra delar och i det som nu är ryska Karelen började en samisk identitet att formas, under inflytande av den kjelmöykeramiska (Risvik-keramiska) gruppen.

#### Romersk järnålder (1 e.Kr. – 400 e.Kr.)
Århundradena efter Kristi födelse markeras genom en stor omläggning av kustbebyggelsen. Tättbefolkade bygder uppkommer i skyddade innerskärgårdar och älvdalar. Jordbruket och de agrara grupperna expanderar över Finland, bl.a. därefter till insjöarna i Tavastland. Gravgåvor blir allt vanligare i tidens gravar. Kontakterna med Syd- och Mellanskandinavien blir med tiden allt viktigare.
Järnålderns fynd från år 1 och framåt är fler än under den förromerska tiden. Under Pax Romana skedde handel med romarna i form av pälsverk och bärnsten som exporterades och romerska produkter som importerades. En nyhet är att vapenbegravningar uppkommer efter sydskandinaviska och mellaneuropeiska förebilder. 
Den äldre romerska järnåldern (ca 1 – 200 e. Kr.) var en tid då människor från Skandinavien antas ha flyttat till sydvästra Finland och bosatte sig i området mellan Aura å och Letala. Gravskicket ändrades och gravformer ursprungligen från Gotland och östra Sverige uppträder. Även ett gravskick som påminner om det estniska börjar förekomma i kustområdena. Införandet av de utländska gravskicken hänger samman med Östersjön som ett viktigt handelsområde där det förekom kulturutbyten.
Under den yngre romerska järnåldern ( ca 200 – 400 e.Kr.) ökar antalet invånare i Finland. De viktigaste bosättningarna finns i sydväst. Från periodens början finns inte många arkeologiska fynd. Kring år 300 är välståndet ändå högre och värdefulla importerade varor förekommer, till exempel en guldhalsring från Nousis, vilken är ett av de dyrbaraste finländska arkeologiska fynden.

### Mellersta järnålder (400 e.Kr - 800 e.Kr.)

#### Folkvandringstiden (400 e.Kr. – 550 e.Kr.)
Under folkvandringstiden blir befolkningen fortsättningsvis större och den materiella kulturen blir rikare. Inhemska föremålstyper blir vanligare och regionala särdrag börjar framträda. Trots folkvandringarna i andra delar av Europa och de oroligheter detta för med sig, uppehålls kontakter över Finska viken, vilket bland annat bekräftas av en holkyxa från Baltikum, funnen på Lillnäs i Karis.
Under mellersta järnålder förstärks troligen en by-, bygde- och landskapsorganisation i landets södra delar. Bebyggelseexpansionen riktas framförallt österut mot Karelen. I landets sydvästra kärnbygder uttrycks ett mer eller mindre hierarkiskt hövdingasamhälle genom fyndrika gravar. I den materiella kulturen uttrycks en stark regional särprägel med egna vapen- och smyckesformer samt gravskick.

#### Merovingertiden (550/600 e.Kr. – 800 e.Kr.)
Utmärkande för Merovingertiden är att föremål, som också börjar bli fler och ha en mera finsk prägel, och begravningssätt förändras. Handelskontakterna går nu förutom till området kring Östersjön också till mellersta Ryssland. Kulturellt är de viktigaste områdena Egentliga Finland och en del av Satakunda. I dessa områden har hittats rika gravfynd, något som indikerar en ekonomisk uppgång. Denna uppgång skedde antagligen till följd av en god situation gällande handel och jordbruk.

### Sen järnålder (800 e.Kr. - 1150/1200/1300 e.Kr.)

#### Vikingatiden (800 e.Kr. – 1050 e.Kr.)
Under vikingatiden idkade människorna vid Finlands kust antagligen handel med Birka i Mälaren och med besökande vikingar som var på väg österut. Vid Kyrksundet mellan Rosala och Hitis har vikingarna haft en hamnplats. Vid arkeologiska utgrävningar här har hittats silverpengar av arabiskt och anglosaxiskt ursprung, smycken, pärlor i glas, delar av svärd, bärnsten och vikter. Föremålen är från 800-talet – 1 100-talet.
I södra Finlands kustområden finns omkring 90 fornborgar vilka vid behov gett skydd åt befolkningen. Detta, liksom många vapenfynd, tyder på att oroligheter förekommit.
Historikern Matti Klinge har framställt en teori att det vid ungefär denna tid ska ha funnits åtminstone två organiserade folkgrupper i Finland, dels invånarna i Satakunda och Egentliga Finland som från denna tid integreras alltmer i Sveariket, dels ett vendiskt-finskt-estniskt folk som upprättat ett löst sammanhållet sjövälde från Ösel och över Finska viken. Detta förklarar han som ett ursprung till konflikten mellan det rika Pohjola och Väinölä, Väinämöinens sjöfarande folk, som Kalevala berättar om.  Möjligen kunde detta senare - i direkt skriftliga källor mer okända - folk vara identiskt med de sjörövare som anföll Sigtuna 1187.. Den teorin, som bygger på flera osäkra antaganden, har inte väckt gensvar bland finska arkeologer och historiker, men arkeologen Pirkko-Liisa Lehtosalo-Hilander som utforskat gravfälten i Luistari i Eura är i alla fall övertygad om att den högkultur dessa fynd ger prov på tyder på ett nära samband med andra sidan Bottenhavet.

#### Korstågstiden (1050 e.Kr. – 1150/1200/1300 e.Kr.)
Under korstågstiden anländer kristendomen till Finland, något som avspeglas i gravskicket. De huvudsakliga bosättningsområdena är liksom tidigare kusten i sydväst, vid Kumo älv, Tavastland och Karelen. Savolax däremot är under perioden ett nyare bosättningsområde.
Förhistorisk tid upphörde i Finland omkring 1155 med Erik den heliges kvasihistoriska korståg. I östra Finland upphörde förhistorisk tid inte förrän omkring år 1300.

### Fotnoter
1. ↑  ”Mesoliittinen kivikausi” (på finska). Etelä-Karjalan museo. 2020. http://www3.lappeenranta.fi/museot/museo/www/karjala_meso.html. Läst 2 maj 2020.
2. ↑  ”Kivikauden ihmiset pitivät jo lampaita” (på finska). YLE Uutiset. 11 maj 2012. https://yle.fi/uutiset/3-6092578. Läst 2 maj 2020.
3. ↑   Finlands förhistoria. 1995. sid. 23-26. Libris 7983862. Läst 10 maj 2022
4. 1 2 3 4 5 6 7 8 9 10 11 12 13  Krank, Penttilä (2003)
5. ↑  ”Kivikausi” (på finska). 2kuusamo.fi. 2020. Arkiverad från originalet den 8 augusti 2020. https://web.archive.org/web/20200808035037/http://www2.kuusamo.fi/historia/kivik.html. Läst 3 maj 2020.
6. ↑  Mika Lavento (2013). Tidig järnproduktion i södra och västra Finland. https://press.nordicopenaccess.no/index.php/noasp/catalog/view/57/245/2284.
7. ↑  ”LIBRIS - Die ältere Eisenzeit in Finnl...”. libris.kb.se. https://libris.kb.se/bib/2018474?vw=full. Läst 10 maj 2022.
8. ↑  Klinge, Matti (1984): Östersjövälden
9. ↑  ”Luistari”. Arkiverad från originalet den 25 september 2008. https://web.archive.org/web/20080925172314/http://www.forntidateknik.z.se/IFT/litte/eura.htm. Läst 8 januari 2008.